# Lajoux JU
| JU ist das Kürzel für den Kanton Jura in der Schweiz. Es wird verwendet, um Verwechslungen mit anderen Einträgen des Namens Lajoux zu vermeiden. |

Lajoux ist eine politische Gemeinde im Distrikt Franches-Montagnes des Kantons Jura in der Schweiz.

## Geographie

Luftbild (1953)

Lajoux liegt auf 960 m ü. M., 11 km ostnordöstlich des Bezirkshauptorts Saignelégier (Luftlinie). Das Dorf erstreckt sich in einer Mulde auf der Jurahochfläche der östlichen Freiberge (französisch Franches Montagnes).
Die Fläche des 12,4 km² grossen Gemeindegebiets umfasst einen Abschnitt der leicht gewellten Hochfläche des Plateaujuras, auf der sich moorige, meist oberirdisch abflusslose Senken mit Kuppen aus Kalkstein abwechseln. Ausgedehnte Juraweiden mit einzeln oder in Gruppen stehenden grossen Fichten sowie einige Waldgebiete nehmen den zentralen und südwestlichen Teil von Lajoux ein. Im Süden reicht das Gemeindegebiet bis an den Rand des Moors Les Embreux sowie auf die Höhe von Les Combes (mit 1063 m ü. M. der höchste Punkt von Lajoux) und an den Nordhang des Haut de Béroie. Nördlich der Höhe von Chu des Prières senkt sich das Erosionstal Envers des Combes in die Hochfläche ein, das im Einzugsgebiet des Baches Tabeillon liegt. Nordöstlich von Lajoux beginnt das Tal Combe des Beusses, ein linkes Seitental der Sorne, in dem sich mehrere Weiher befinden. Von der Gemeindefläche entfielen 1997 4 % auf Siedlungen, 33 % auf Wald und Gehölze, 62 % auf Landwirtschaft, und etwas weniger als 1 % war unproduktives Land.
Zu Lajoux gehören die Weiler Les Vacheries de Lajoux (980 m ü. M.), Le Paigre (990 m ü. M.) und Fornet-Dessus (973 m ü. M.), alle auf der Hochfläche der Freiberge, sowie zahlreiche Einzelhöfe. Nachbargemeinden von Lajoux sind Les Genevez, Montfaucon, Saint-Brais und Saulcy im Kanton Jura sowie Rebévelier, Petit-Val und Saicourt im Kanton Bern.

## Bevölkerung
Mit 710 Einwohnern (Stand 31. Dezember 2023) gehört Lajoux zu den mittelgrossen Gemeinden des Kantons Jura. Von den Bewohnern sind 94,4 % französischsprachig, 4,1 % deutschsprachig und 0,5 % italienischsprachig (Stand 2000). Die Bevölkerungszahl von Lajoux belief sich 1850 auf 571 Einwohner, 1900 auf 610 Einwohner. Im Verlauf des 20. Jahrhunderts nahm sie bis 1980 auf 491 Personen ab. Seither wurde wieder eine deutliche Bevölkerungszunahme verzeichnet.

## Wirtschaft
Lajoux ist ein noch landwirtschaftlich geprägtes Dorf mit Milchwirtschaft und Viehzucht. Weitere Arbeitsplätze gibt es in den Bereichen der Uhrenherstellung und Mechanik; in Lajoux wird auch die Girolle, das Drehmesser für die Käsesorte Tête de Moine, hergestellt.

## Verkehr
Die Gemeinde liegt abseits der grösseren Durchgangsstrassen an der Kantonsstrasse von Glovelier nach Tramelan. Lajoux wird durch die auf dieser Strecke verkehrende Buslinie an den öffentlichen Verkehr angeschlossen.

## Geschichte
Seine erste Erwähnung findet das Dorf 1404 als La Joux Mertenat. Die erste Nennung des Weilers Fornet-Dessus geht jedoch auf das Jahr 1181 zurück. Überreste von Schmelzöfen aus dem 14. und 15. Jahrhundert bestätigen die Eisenverhüttung während des Mittelalters auf dem Gemeindegebiet von Lajoux. Das Dorf unterstand dem Kloster Bellelay. Von 1793 bis 1815 gehörte es zu Frankreich und war anfangs Teil des Département Mont-Terrible, ab 1800 mit dem Département Haut-Rhin verbunden. Durch den Entscheid des Wiener Kongresses kam Lajoux 1815 an den Kanton Bern zum Amtsbezirk Moutier. Die Bewohner von Lajoux votierten in den Juraplebisziten stets für die Schaffung des Kantons Jura. Als Grenzgemeinde im Bezirk Moutier entschied sich Lajoux in der Volksabstimmung vom 7. September 1975 für den Kanton Jura, trat 1976 in den Distrikt Franches-Montagnes über und kam mit diesem am 1. Januar 1979 an den neu gegründeten Kanton Jura.

## Persönlichkeiten
- Sylvère Rebetez (1936–2014), Maler und Lithograf

## Sehenswürdigkeiten
Die Pfarrkirche von Lajoux wurde 1809 errichtet. Sie besitzt Glasfenster von Coghuf sowie ein sehenswertes Altarbild aus der Schongauer Schule, um 1500 erstellt.

## Bilder

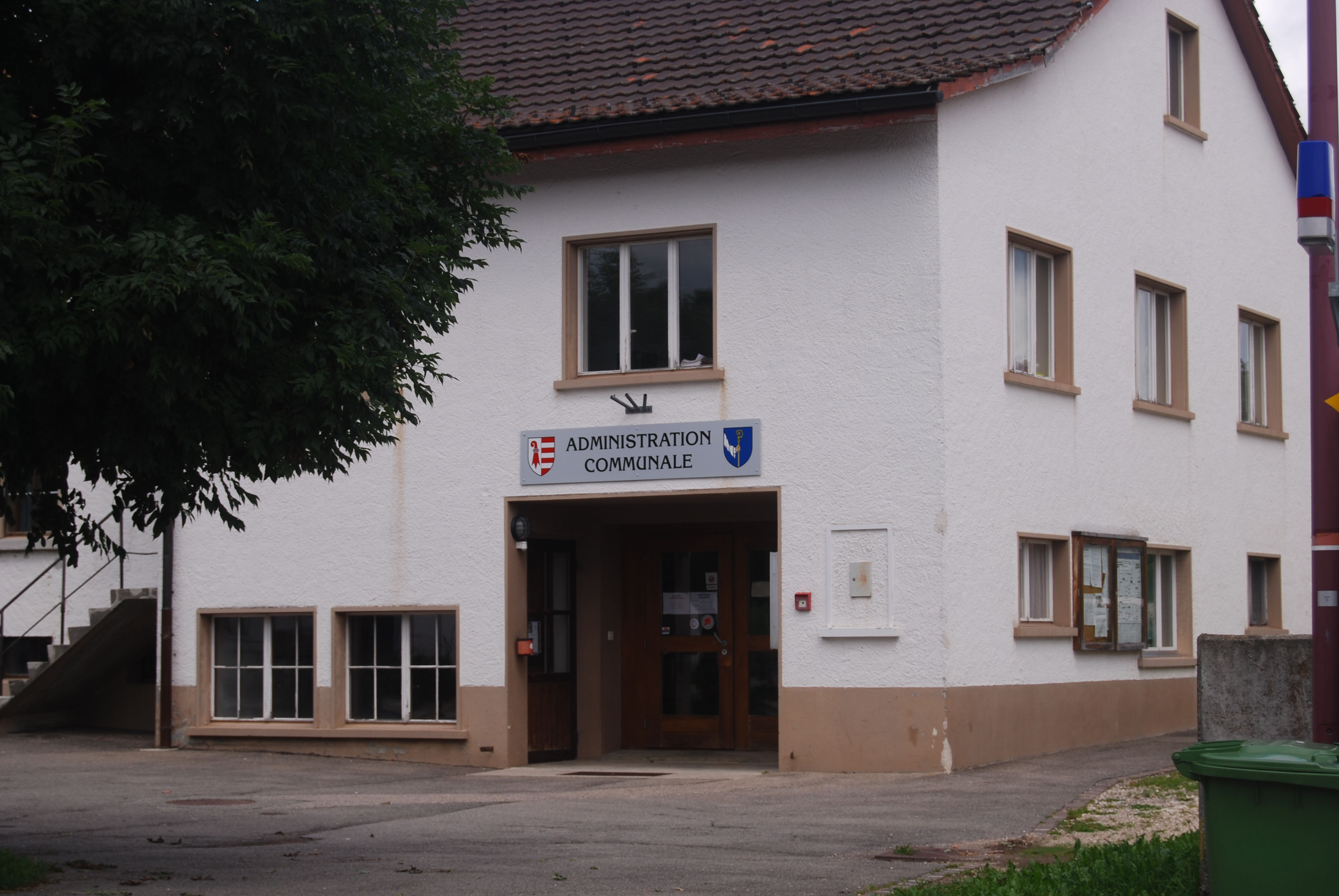
Ehemaliges Gemeindehaus
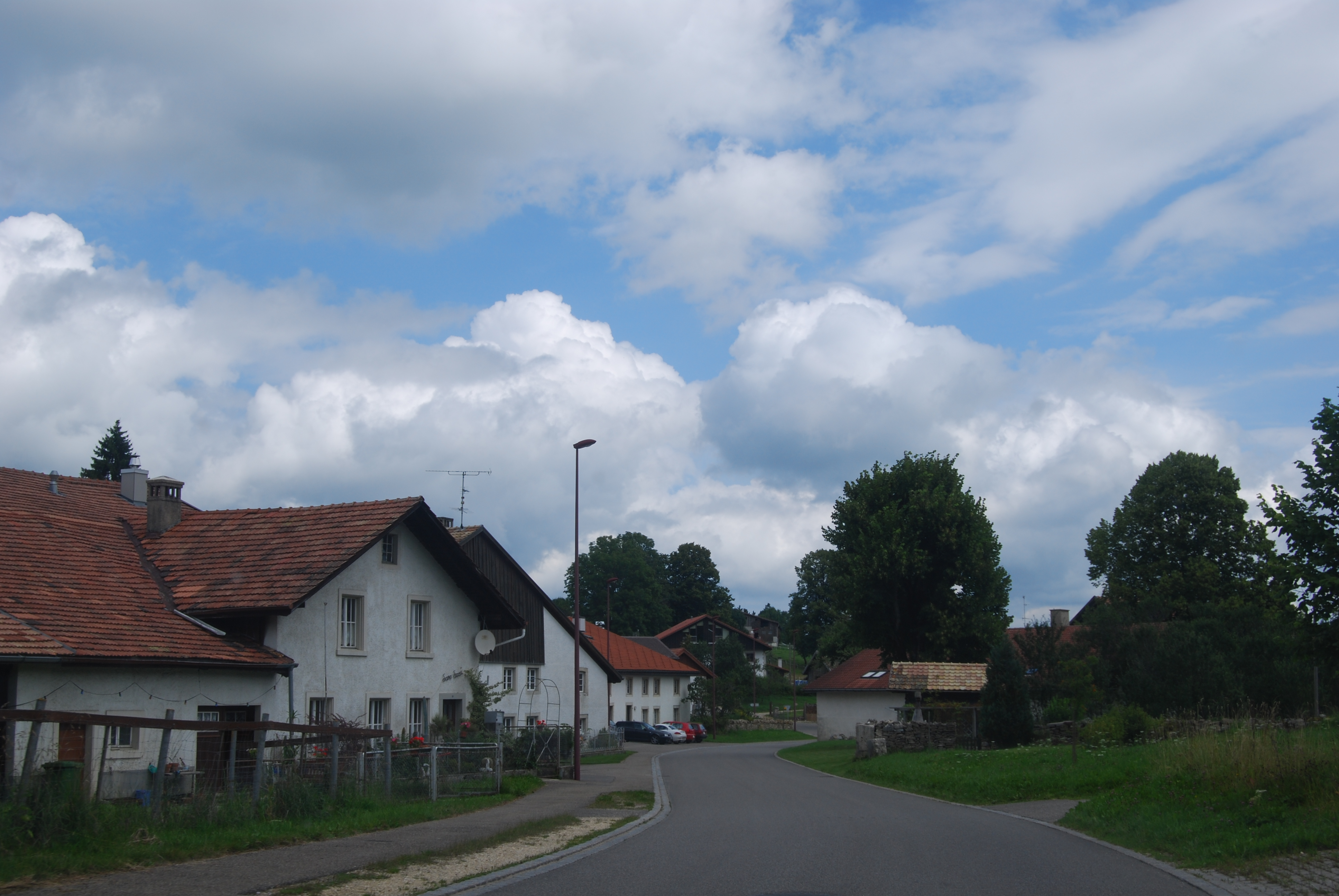
Dorfstrasse
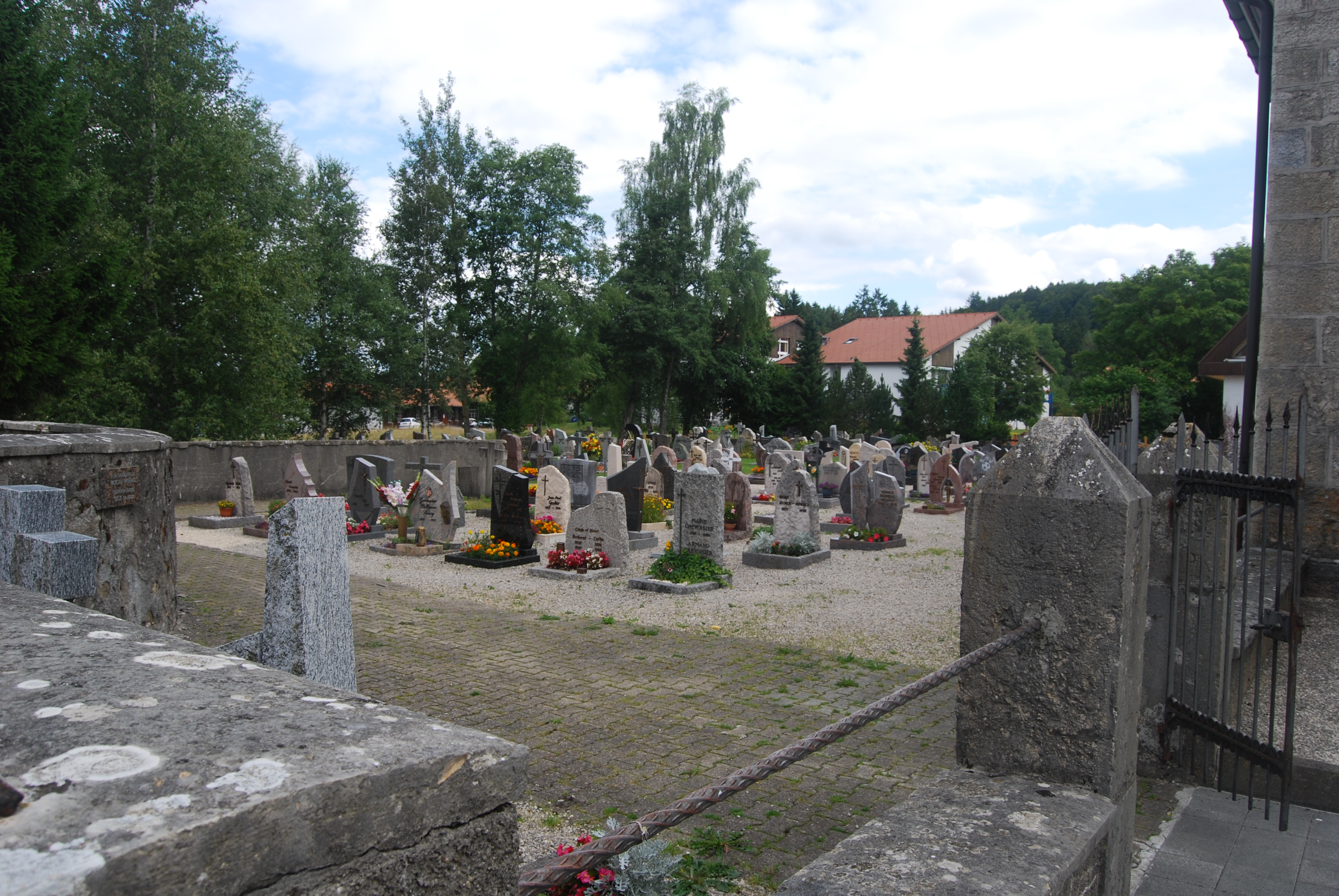
Friedhof
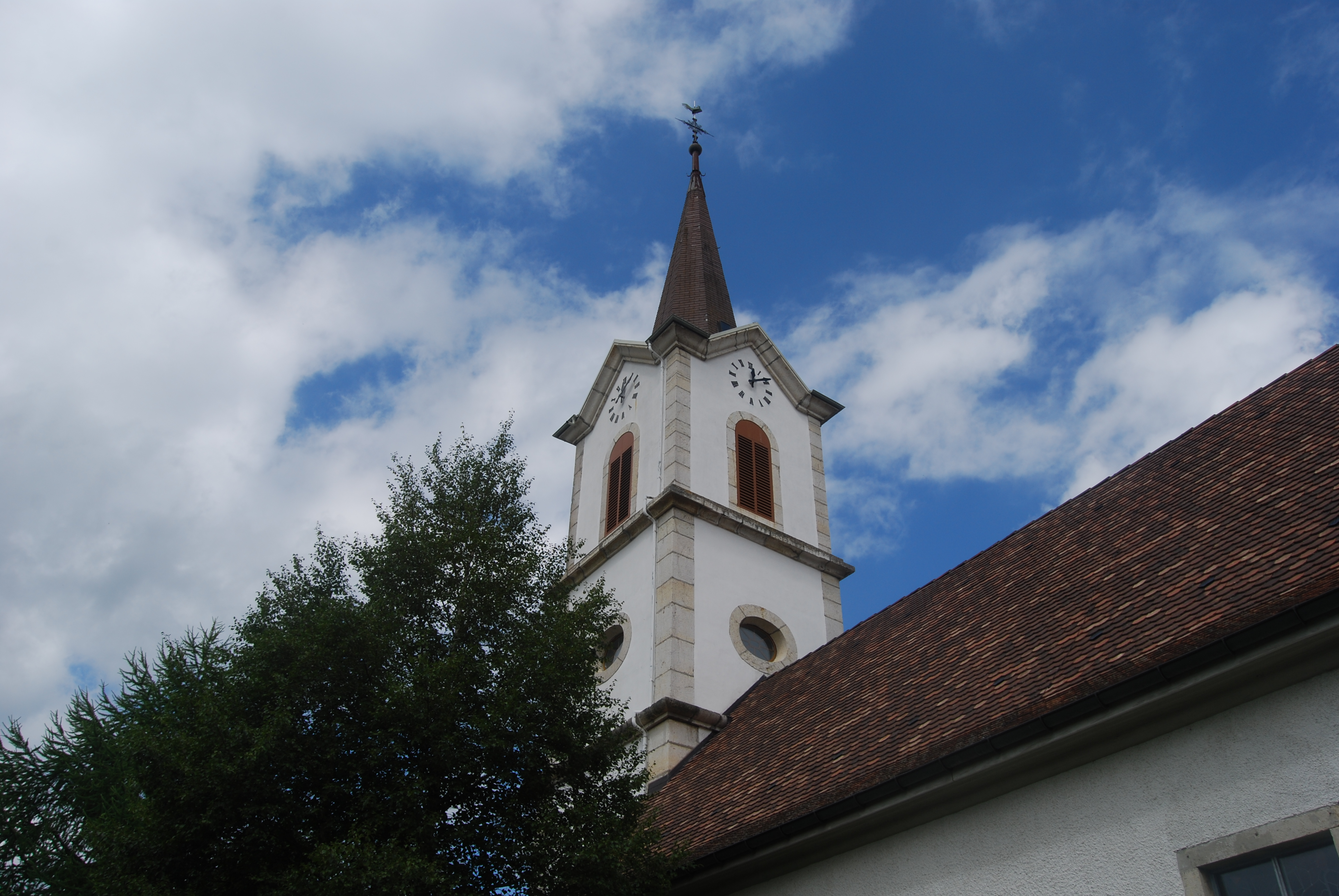
Kirche
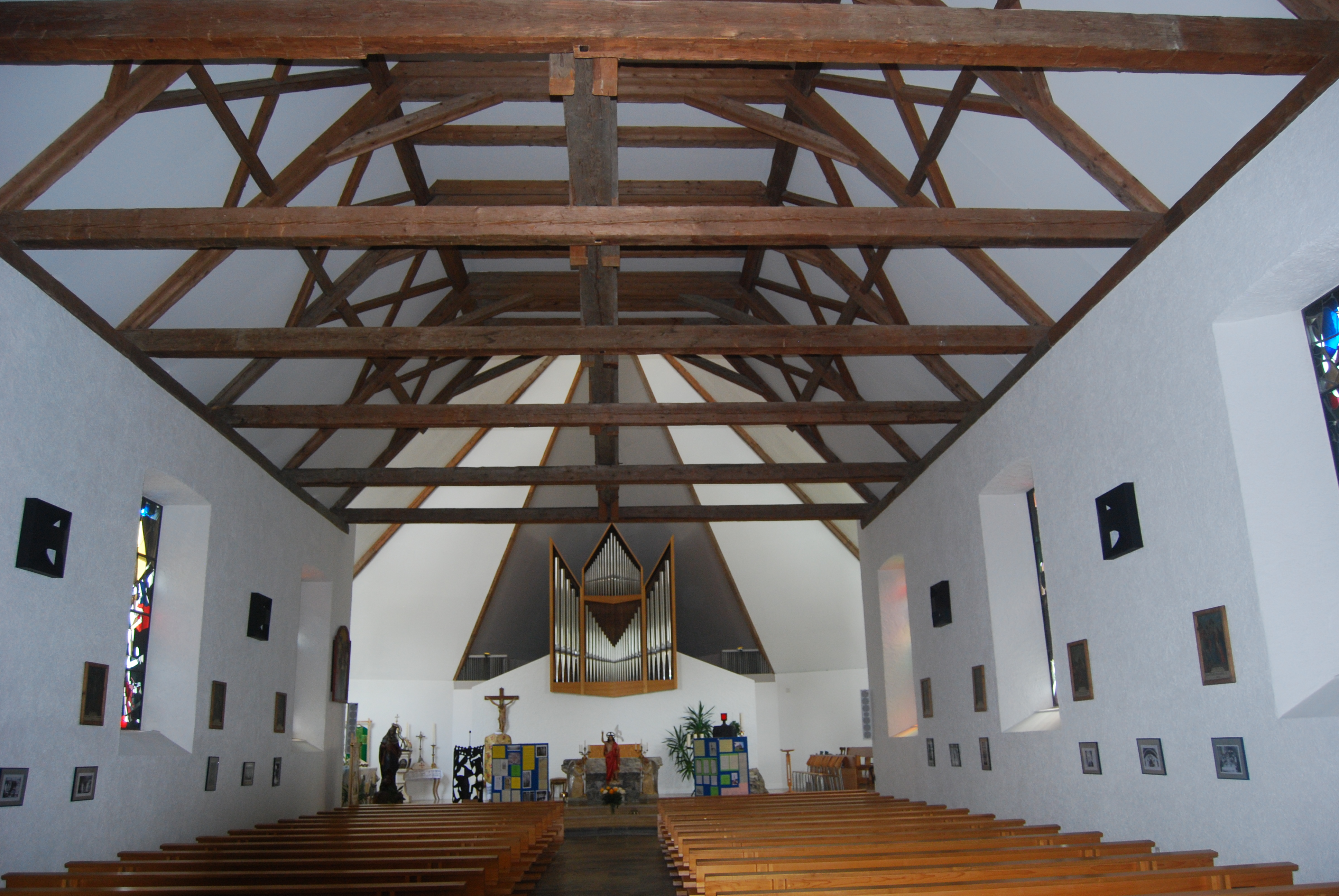
Innenansicht der Kirche:Blick zum Altar
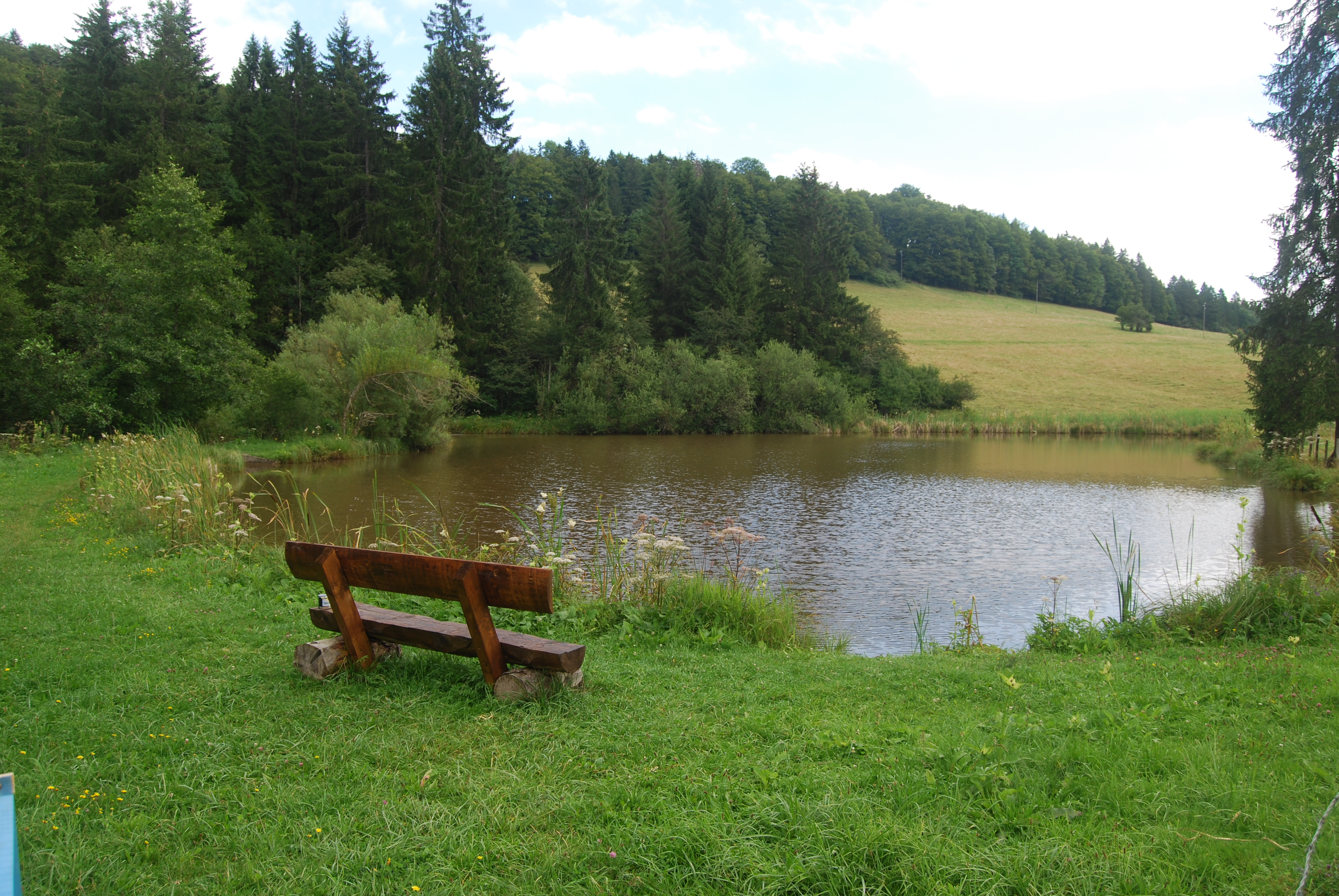
Etang Sous le Crât
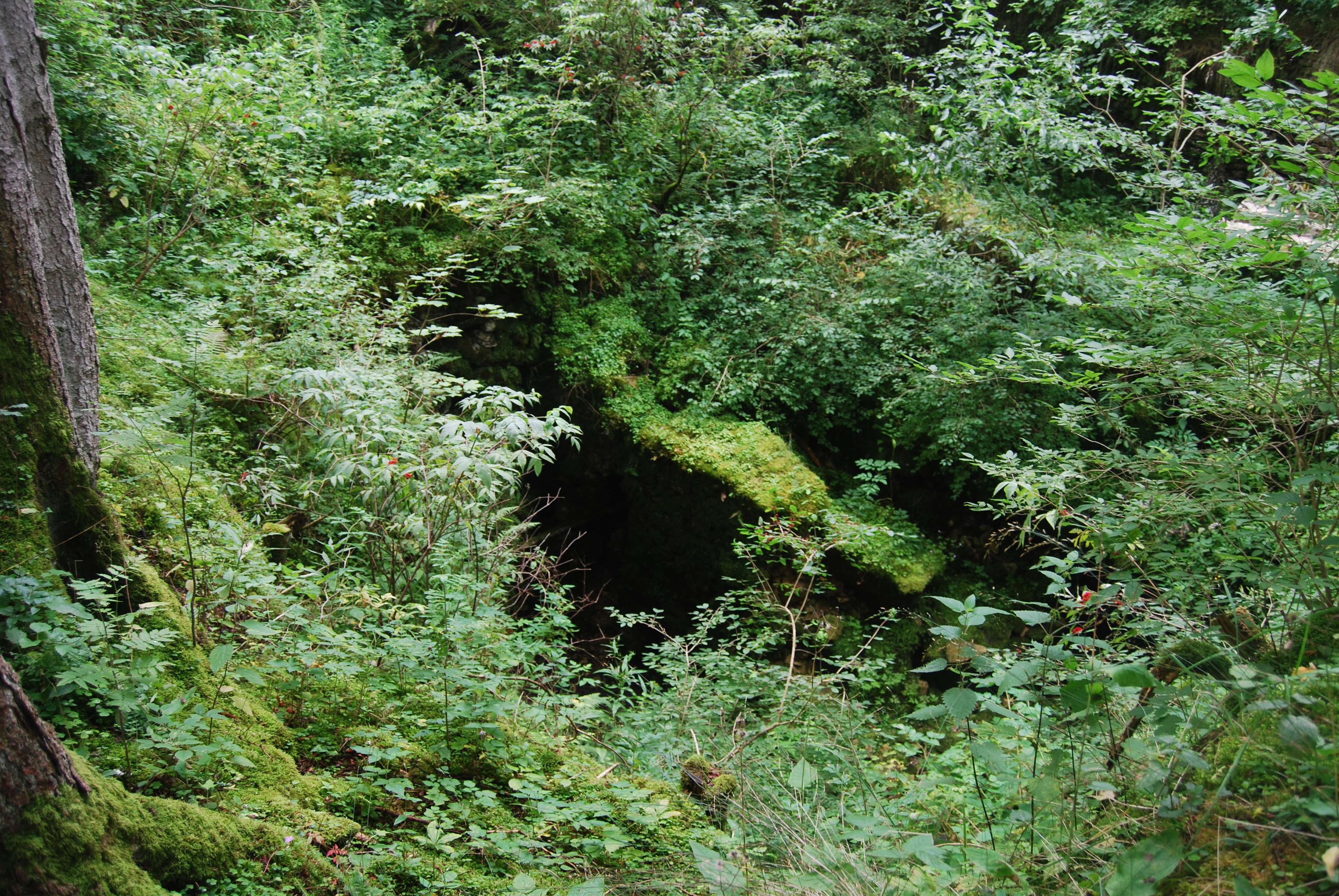
Ruine der spätmittelalterlichen Mühle Sous le Crât